# Brian Gartland
Brian Gartland (Dublín, 4 de noviembre de 1986) es un futbolista irlandés que juega de defensa central en el Dundalk F. C. de la Premier Division.

## Clubes
| Club             | País              | Año       |
| ---------------- | ----------------- | --------- |
| Bray Wanderers   | Irlanda           | 2005-2006 |
| Shelbourne F. C. | Irlanda           | 2007      |
| Monaghan United  | Irlanda           | 2008-2010 |
| Portadown F. C.  | Irlanda del Norte | 2011-2013 |
| Dundalk F. C.    | Irlanda           | 2013-Act. |

## Palmarés

### Títulos nacionales
| Título                     | Club          | País    | Año  |
| -------------------------- | ------------- | ------- | ---- |
| Premier Division           | Dundalk F. C. | Irlanda | 2014 |
| Copa de la Liga de Irlanda | Dundalk F. C. | Irlanda | 2014 |
| Premier Division           | Dundalk F. C. | Irlanda | 2015 |
| Copa de Irlanda            | Dundalk F. C. | Irlanda | 2015 |
| Supercopa de Irlanda       | Dundalk F. C. | Irlanda | 2015 |
| Premier Division           | Dundalk F. C. | Irlanda | 2016 |
| Copa de la Liga de Irlanda | Dundalk F. C. | Irlanda | 2017 |
| Premier Division           | Dundalk F. C. | Irlanda | 2018 |
| Copa de Irlanda            | Dundalk F. C. | Irlanda | 2018 |
| Premier Division           | Dundalk F. C. | Irlanda | 2019 |
| Copa de la Liga de Irlanda | Dundalk F. C. | Irlanda | 2019 |
| Supercopa de Irlanda       | Dundalk F. C. | Irlanda | 2019 |